# 773 (szám)
A 773 (római számmal: DCCLXXIII) egy természetes szám, prímszám.

## A szám a matematikában
A tízes számrendszerbeli 773-as a kettes számrendszerben 1100000101, a nyolcas számrendszerben 1405, a tizenhatos számrendszerben 305 alakban írható fel.
A 773 páratlan szám, prímszám. Normálalakban a 7,73 · 102 szorzattal írható fel.
A 773 négyzete 597 529, köbe 461 889 917, négyzetgyöke 27,80288, köbgyöke 9,17754, reciproka 0,0012937. A 773 egység sugarú kör kerülete 4856,90224 egység, területe 1 877 192,717 területegység; a 773 egység sugarú gömb térfogata 1 934 759 960,0 térfogategység.
A 773 helyen az Euler-függvény helyettesítési értéke 772, a Möbius-függvényé −1.